# Peter Carl Aloys Kreutzwald

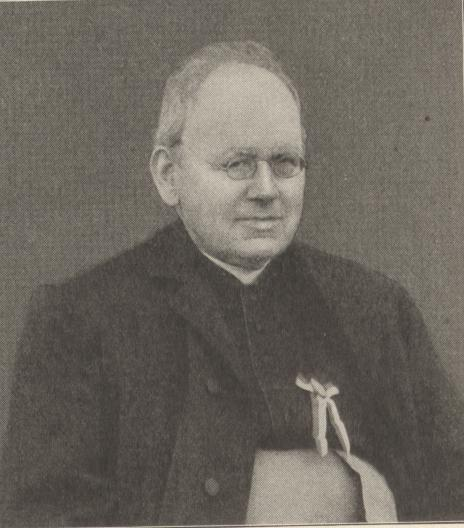
Peter Karl Aloys Kreutzwald

Peter Carl Aloys Kreutzwald (* 21. September 1850 in Kommern; † 28. Mai 1918 in Köln) war von 1894 bis 1918 Generalvikar vierer Kölner Erzbischöfe.

## Leben
Kreutzwald war der Sohn des Arztes Martin Kreutzwald (1816–1881) und dessen Ehefrau Agnes Miltz (1824–1876). Nach seinem Abitur in Neuss studierte er an der Universität zu Bonn Theologie. Nach einer Unterbrechung durch den Deutsch-Französischen Krieg 1870/71, wo er als freiwilliger Krankenpfleger diente, setzte er seine theologischen und juristischen Studien an der Katholischen Universität Löwen fort und schloss sie mit der Promotion zum Dr. jur. utr. an der Humboldt-Universität zu Berlin ab.
Am 23. Dezember 1876 empfing er während des Kulturkampfes in Eichstätt die Priesterweihe und ging von 1876 bis 1879 als Kaplan ans Campo Santo Teutonico in Rom. Anschließend war er bis 1886 Hilfsseelsorger in seiner Heimat Kommern. Von 1886 bis 1892 lehrte er als Professor für Kirchenrecht am Kölner Priesterseminar. Am 19. März 1892 wurde er Offizial, ein Amt, das er bis zum 9. März 1895 innehatte. Erzbischof Philipp Kardinal Krementz berief ihn am 29. September 1894 zu seinem Generalvikar. Er war enger Mitarbeiter von Krementz in dessen Eigenschaft als Vorsitzender der Fuldaer Bischofskonferenz.
Die Nachfolger des Kardinal Krementz, die Erzbischöfe Hubert Theophil Simar, Anton Kardinal Fischer und Felix Kardinal von Hartmann bestätigten Kreutzwald im Amt des Generalvikars. Während aller Vakanzen fungierte er als Kapitularvikar. Am 21. Februar 1895 wurde er zum Domkapitular ernannt. Er starb im 24. Jahr seines Amtes als Generalvikar des Erzbistums Köln infolge eines Gehirnschlages am 28. Mai 1918.

## Ehrungen
- Papst Leo XIII. ernannte Kreutzwald zum Apostolischen Protonotar.

## Schriften
- Peter Karl Alois Kreutzwald: De canonica iuris consuetudinari praescriptione, Berlin 1873